# Antonio Guillén Hidalgo
Antonio Guillén Hidalgo (Cuevas Bajas, Málaga, 1963) es un diplomático español. Es el embajador de España en Malí (desde noviembre de 2023).

## Biografía
Nació en la localidad malagueña de Cuevas Bajas. Tras licenciarse en Derecho en la Universidad de Navarra, obtuvo una beca en el máster en Diplomacia y Relaciones Internacionales de la Escuela Diplomática (curso 2006-2007), ingresó en la carrera diplomática (2008).
Ha estado destinado en las Embajadas de España en Afganistán, Líbano y Tailandia. En el Ministerio de Asuntos Exteriores, Unión Europea y Cooperación fue Subdirector Adjunto de Personal y Subdirector General de Oficialía Mayor.
Es el actual embajador de España ante la República de Malí (desde noviembre de 2023).

## Condecoraciones
- Encomienda de Número de la Orden del Mérito Civil (2021).[5][6][7]